# Joseph Owono
Pour les articles homonymes, voir Owono.
Joseph Owono Nkoudou, né le 17 décembre 1921 à Mengueme (Nyong-et-So'o) et mort le 17 décembre 1981, est un écrivain et diplomate camerounais.
Ambassadeur aux États-Unis, il fut l'un des pionniers de la diplomatie camerounaise.
Tante Bella (1959) est considéré comme le premier roman publié au Cameroun.